# Acanthinus glareosus
Acanthinus glareosus är en skalbaggsart som beskrevs av Werner 1966. Acanthinus glareosus ingår i släktet Acanthinus och familjen kvickbaggar. Inga underarter finns listade i Catalogue of Life.